# أبو زيان محمد الثاني المريني
أبو زيان محمد محمد بن أبي عبد الرحمن بن أبي الحسن  يكنى أبا زيان، ولقبه المتوكل على الله، هو سلطان  مريني، كان محجوبا لوزيره عمر بن عبد الله. توفي مقتولا يوم الأحد الثاني والعشرين لذي الحجة سنة 767هـو له 28 سنة، وكانت دولته 4 أعوام، و 4 أشهر ويوما واحدا.

## بيعة السلطان أبي زيان محمد
كان الوزير عمر بن عبد الله قد راجع بصيرته في تقديم السلطان تاشفين بن علي الذي كان ضعيف العقل وعلم أن الأمر لا يستقيم له بذلك فبادر باستقدام أبي زيان محمد بن أبي عبد الرحمن يعقوب ابن السلطان أبي الحسن و خلع عمه تاشفين بن علي و بويع أبو زيان محمد يوم الإثنين الحادي والعشرين لصفر سنة 763هـ. و قال ابن الخطيب في الإحاطة: «كان دخوله داره مغرب ليلة الجمعة بطالع الثامن من السرطان وبه السعد الأعظم كوكب المشتري من السيارة السبعة» و لما تم له الأمر خاطبه ابن الخطيب من سلا مهنئا له بقوله في قصيدة نذكر منها بعض الأبيات:

## استبداد عمر بن عبد الله بأمر الدولة
كان عمر بن عبد الله قد بدأ بحكم قبضته على الدولة طلبا للنفوذ والمال و الثروة وبدأ بالإستبداد حيث عين المقربين له في بعض المناصب لتأمين نفسه، وكان كل هذا يتم والسلطان أبو زيان محمد يقيم في قصره مستبد عليه من قبل وزيره.

## صراع عمر بن عبد الله لتأمين سلطته
كان من مشيخة بني مرين يحيى بن رحو الذي مازال يدعو عبد الحليم بن أبي علي للتحرك نحو فاس و الإستيلاء على العرش، إذ جهز عمر بن عبد الله جيشا خرج به من فاس لحرب الأمير عبد الحليم في سجلماسة، و التقى به في تاغزوطت، لكن رجالات العرب تدخلوا بالصلح بين الفريقين وترك عمر بن عبد الله للأمير عبد الحليم حكم سجلماسة، و كان الوزير عمر بن عبد الله قد تمكن من أمر الدولة واستبد بها حيث قسمها إلى ثلاثة أقسام وذلك للمحافظة على بقائه في السلطة، فاستقل عامر بن محمد الهنتاني بأمر الناحية الغربية من مراكش و جبال المصامدة ونصب أبا الفضل بن السلطان أبي سالم إبراهيم صورة واستوزر له، وفي ظل هذه الاضطرابات نشب صراع في سجلماسة بين الأمير عبد الحليم وأخيه عبد المؤمن حيث أصبح عبد المؤمن أميرا على سجلماسة، و فر عبد الحليم إلى مالي و منها أخد طريقه إلى الحج. لم يطل الأمر كثيرا فقد أرسل عرب الأحلاف دعوة للوزير عمر بن عبد الله للإستيلاء على سجلماسة، فأرسل جيشا بقيادة مسعود بن ماسي فاستولى على سجلماسة، بينما هرب عبد المؤمن إلى مراكش و اعتقل هناك. و هكذا أصبح أمر الدولة المرينية، إذ كان الوزراء قد استبدوا بها وكان لكل وزير أمير من أمراء بني مرين يعده للثورة به على عمر بن عبد الله والأخد بزمام الدولة، حيث نشبت صراعات بين عمر بن عبد الله ومسعود بن ماسي وسلطانه عبد الرحمن بن على وانتهى الأمر بغلبة عمر بن عبد الله ورحيل هذين الأخيرين للجهد معا في بلاد الأندلس، بينما ظل عمر بن محمد الهنتاني على أمر الجهات الغربية من مراكش.

## مقتل السلطان أبي زيان
يقول السلاوي في الإستقصا: « لما طال استبداد الوزير عمر بن عبد الله على السلطان أبي زيان وحجره أباه إذ كان وضع عليه الرقباء والعيون حتى من حرمه وأهل قصره عزم على الفتك بالوزير المذكور وتناجى بذلك مع بعض ندمائه وأعد له طائفة من العبيد كانوا يختصون به فنما ذلك إلى الوزير بواسطة بعض الحرم كانت عينا له عليه فعاجله وكان قد بلغ من الاستبداد عليه أن كان الحجاب مرفوعا له عن خلوات السلطان وحرمه فدخل عليه وهو في وسط حشمه فطردهم عنه ثم غطه حتى فاظ وأمر به فألقي في بئر بروض الغزلان واستدعى الخاصة فأراهم مكانه بها وأنه سقط عن دابته وهو سكران وذلك في محرم فاتح سنة ثمان وستين وسبعمائة كذا عند ابن خلدون وقال في الجذوة توفي يوم الأحد الثاني والعشرين من ذي الحجة سنة سبع وستين و سبعمائة وله ثمان وعشرون سنة ودفن بجامع قصره فكانت دولته أربع سنين وعشرة أشهر ويوما واحدا والله أعلم».